# 拉法葉縣 (密蘇里州)
拉法葉縣（英語：Lafayette County）是美国密蘇里州西部的一個縣，北界密苏里河，面積1,655平方公里。根據美国人口普查局2020年統計，共有人口32,984人。縣治萊辛頓（Lexington）。該縣成立於1820年11月16日，縣名是紀念美國獨立戰爭英雄、法国大革命領導者拉斐德侯爵。